# Bohuslav Jeremiáš

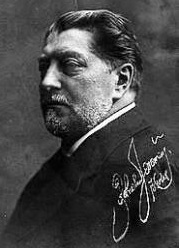
Bohuslav Jeremiáš

Bohuslav Jeremiáš (* 1. Mai 1859 in Chrudim; † 18. Januar 1918 in Budweis) war ein tschechischer Komponist, Dirigent, Organist und Musikpädagoge.

## Leben und Wirken
Bohuslav Jeremiáš war der Sohn des Organisten, Kantors und Lehrers Josef Alois Jeremiáš (1808–1883) und erhielt seinen ersten Musikunterricht bei seinem Vater. Nach dem Besuch des Gymnasiums in Königgrätz und dem Abitur im Jahr 1878 absolvierte er das königlich und kaiserliche pädagogische Seminar und wirkte bereits während dieser Zeit als Chorleiter. Nach einer vierjährigen Tätigkeit als Lehrer studierte er von 1882 bis 1885 an der Prager Orgelschule bei František Zdeněk Skuherský und schloss sein Studium mit dem Examen ab. Anschließend war er bis 1887  Chorregent und Kapellmeister in Choceň. Danach übernahm er die Leitung eines Chores in Písek. Hier gründete er zudem einen Cäcilienverein (Cecilská jednota) und ein Orchester und gestaltete anspruchsvolle Konzert- und Kantatenprogramme (darunter Die Schöpfung von Joseph Haydn; von Antonín Dvořák unter anderem Stabat Mater, das Oratorium Die heilige Ludmila und Die Geisterbraut sowie Werke von Bedřich Smetana). Auch bedeutende Künstler wie Jan Kubelík traten bei den Konzerten auf.  Außerdem unterrichtete er am örtlichen Gymnasium und gab Gesangsunterricht.
1906 wurde er Direktor der Musikschule in Budweis übertragen, dem Südböhmischen Konservatorium, das er bis zu seinem Tod leitete. Unter seiner Leitung erlangte dieses Institut einen hervorragenden Ruf und entwickelte ein hohes Niveau. Außerdem dirigierte Jeremiáš einen Gesangsverein und ein Orchester.

## Privates
Jeremiáš lernte in Choceň die Sängerin und Pianistin Vilma Bakešová (1865–1953) kennen, die er 1876 heiratete und die später auch an seiner Musikschule in Budweis unterrichtete. Die gemeinsamen Söhne waren die Komponisten Jaroslav und Otakar Jeremiáš.

## Werke
Bohuslav Jeremiáš komponierte zahlreiche Kantaten, Chorwerke, Lieder und Werke für Klavier. Unter seinen kirchenmusikalischen Werken findet sich ein 1893 entstandenes Tschechisches Requiem op. 30 (České requiem) für Chor und Orgel und eine Tschechische Weihnachtsmesse op. 17 (Česká mše vánoční). Er verfasste außerdem eine Gesangsschule Škola zpĕvu in drei Bänden und Kompositionen für den Gesangsunterricht an Schulen.